# 7054 Baza Powietrzna
7054 Baza Powietrzna – samodzielny oddział Sił Zbrojnych Federacji Rosyjskiej w strukturach Floty Bałtyckiej Zachodniego Okręgu Wojskowego.
Siedzibą sztabu i dowództwa brygady jest Czkałowsk w obwodzie królewieckim.